# Kadua parvula
Kadua parvula är en måreväxtart som beskrevs av Asa Gray. Kadua parvula ingår i släktet Kadua och familjen måreväxter. Inga underarter finns listade i Catalogue of Life.